# Orto botanico di Pamplemousses
L’orto botanico di Pamplemousses è il più celebre orto botanico di Mauritius, situato nel distretto di Pamplemousses nel nord dell'isola. È stato recentemente ridenominato come orto botanico Sir Seewoosagur Ramgoolam di Pamplemousses, in omaggio a Sir Seewoosagur Ramgoolam, padre dell'indipendenza mauriziana.

## Storia
È stato progettato nel 1770 dall'intendente francese della colonia, Pierre Poivre, su una superficie di 37 ettari.
Il giardino botanico di Pamplemousses  è il primo giardino botanico tropicale creato nel mondo, successo al giardino del governatore Bertrand-François Mahé de La Bourdonnais. Il giardino venne istituito nel 1735 per la fornitura di barche dirette in India

## Collezioni
L'orto botanico raccoglie sia specie esotiche che specie tipiche della flora mascarena.

### Piante acquatiche
Nei numerosi specchi d'acqua presenti è possibile ammirare le ninfee giganti (Victoria amazonica e Victoria cruziana), il fior di loto asiatico (Nelumbo nucifera) e diverse specie di Nymphaea.

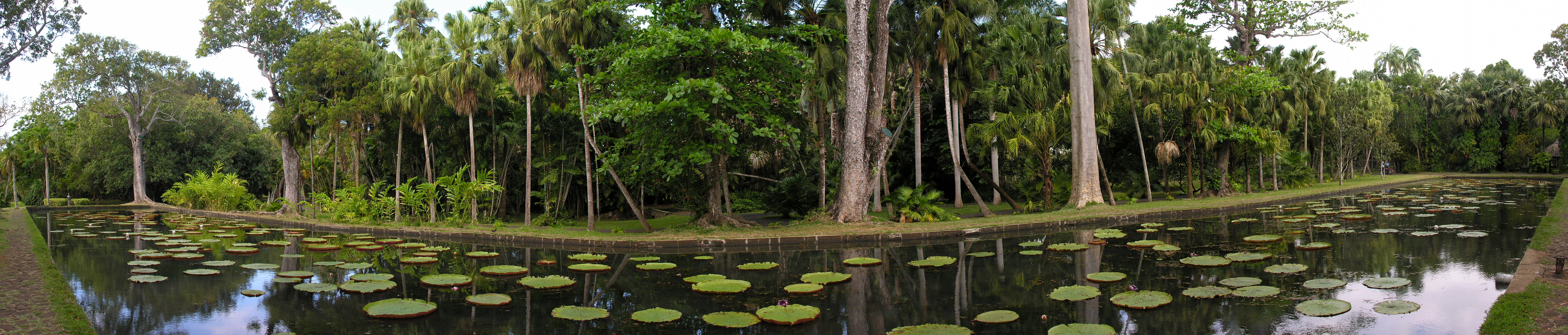
Bacino delle ninfee giganti (Victoria amazonica)

### Palme
Nell'orto sono ospitate circa 80 specie diverse di palme, sia endemiche che esotiche. Tra le specie endemiche si possono ricordare Acanthophoenix rubra, Dictyosperma album, Hyophorbe verschaffeltii e Latania loddigesii. Tra le palme esotiche presenti merita una menzione la palma talipot (Corypha umbraculifera) famosa per la produzione della più grande infiorescenza ramificata del mondo.

### Specie endemiche

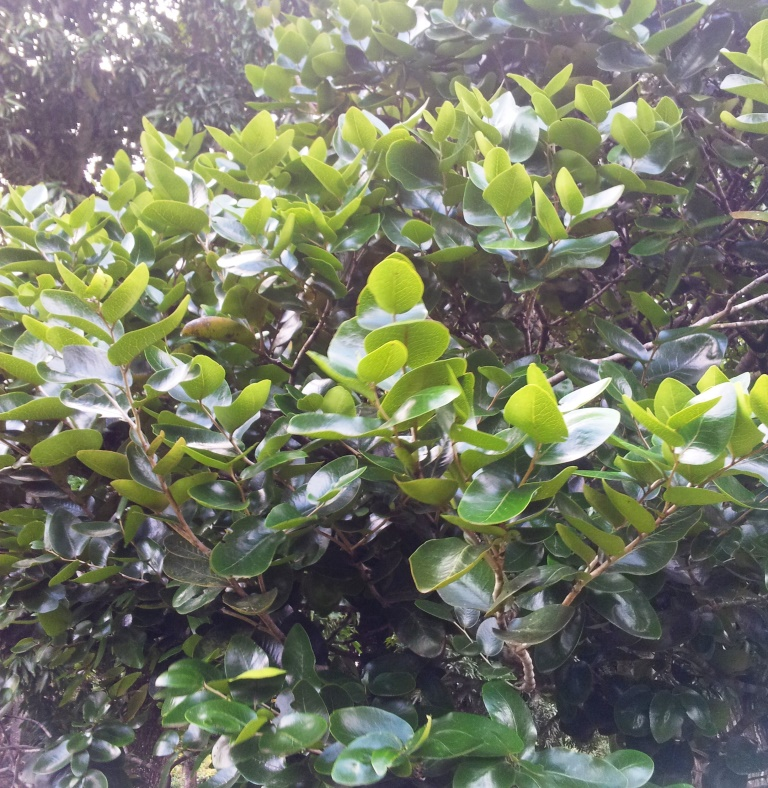
Diospyros egrettarum
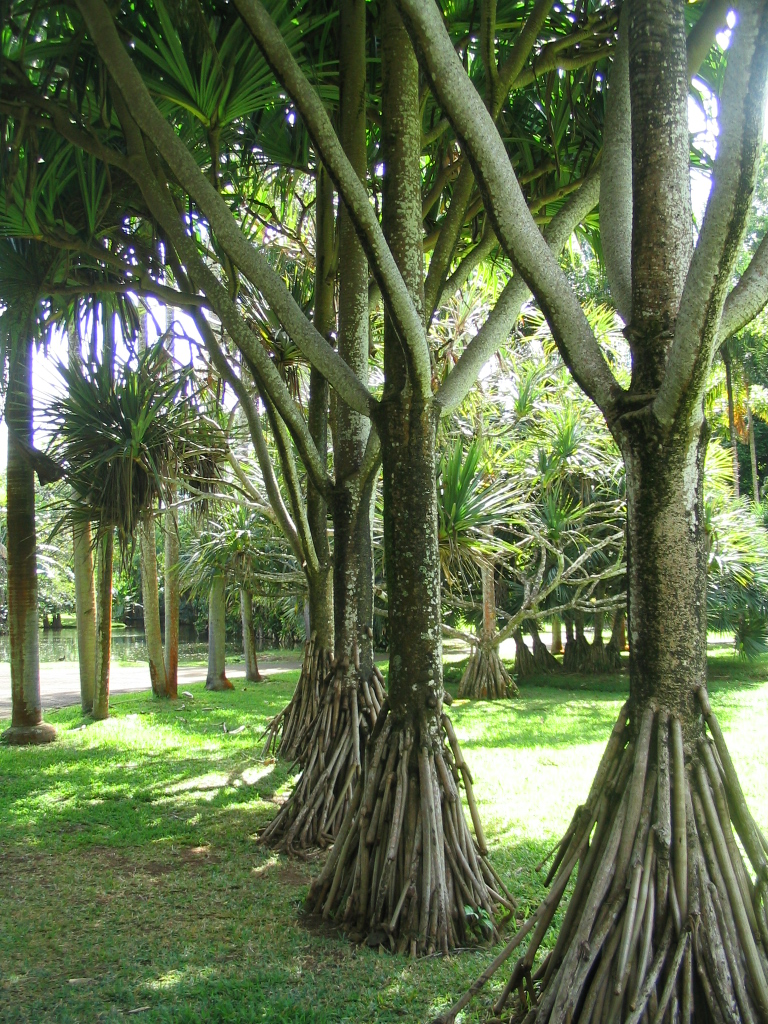
Pandanus utilis

### Specie esotiche

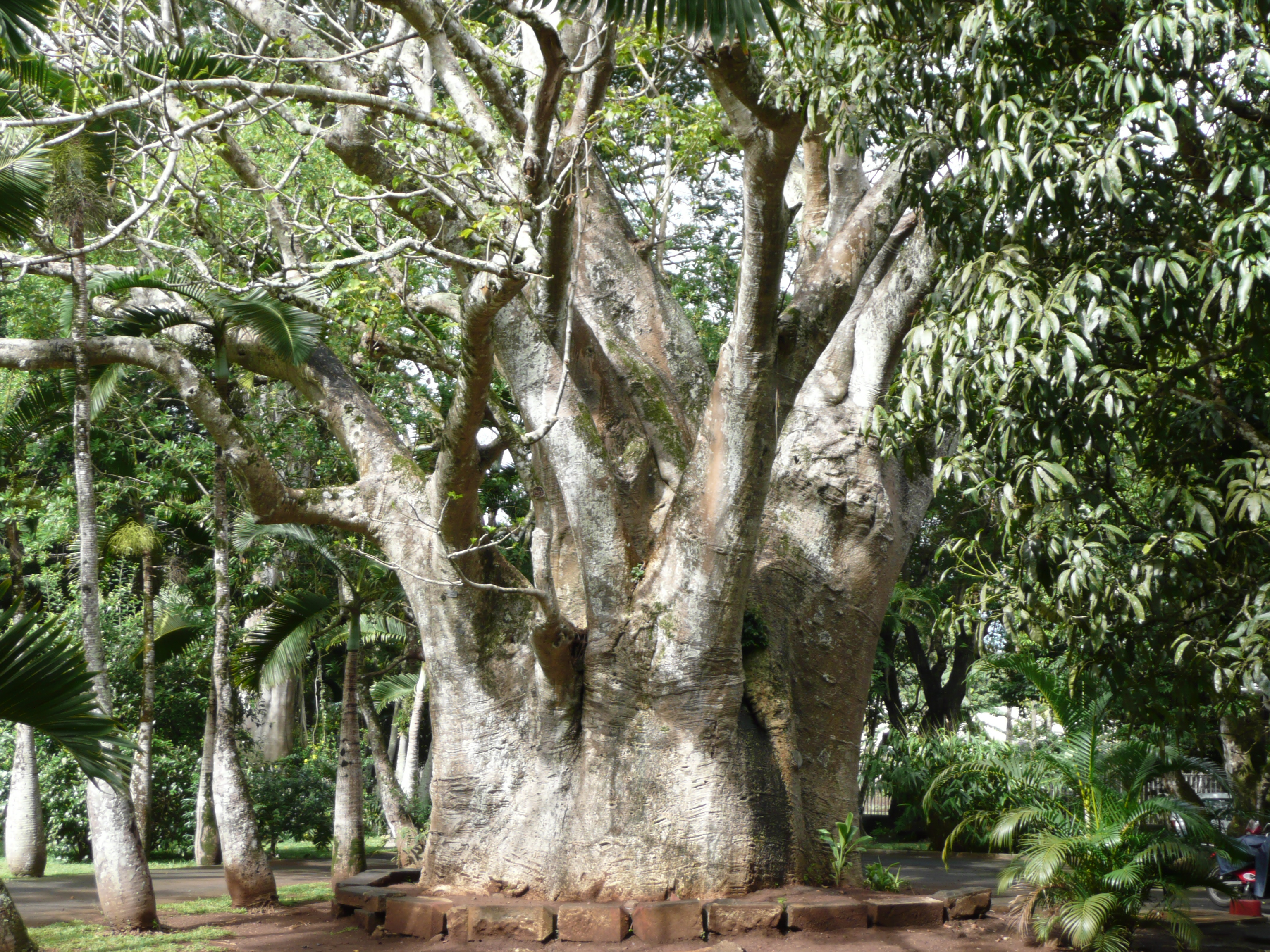
Adansonia digitata
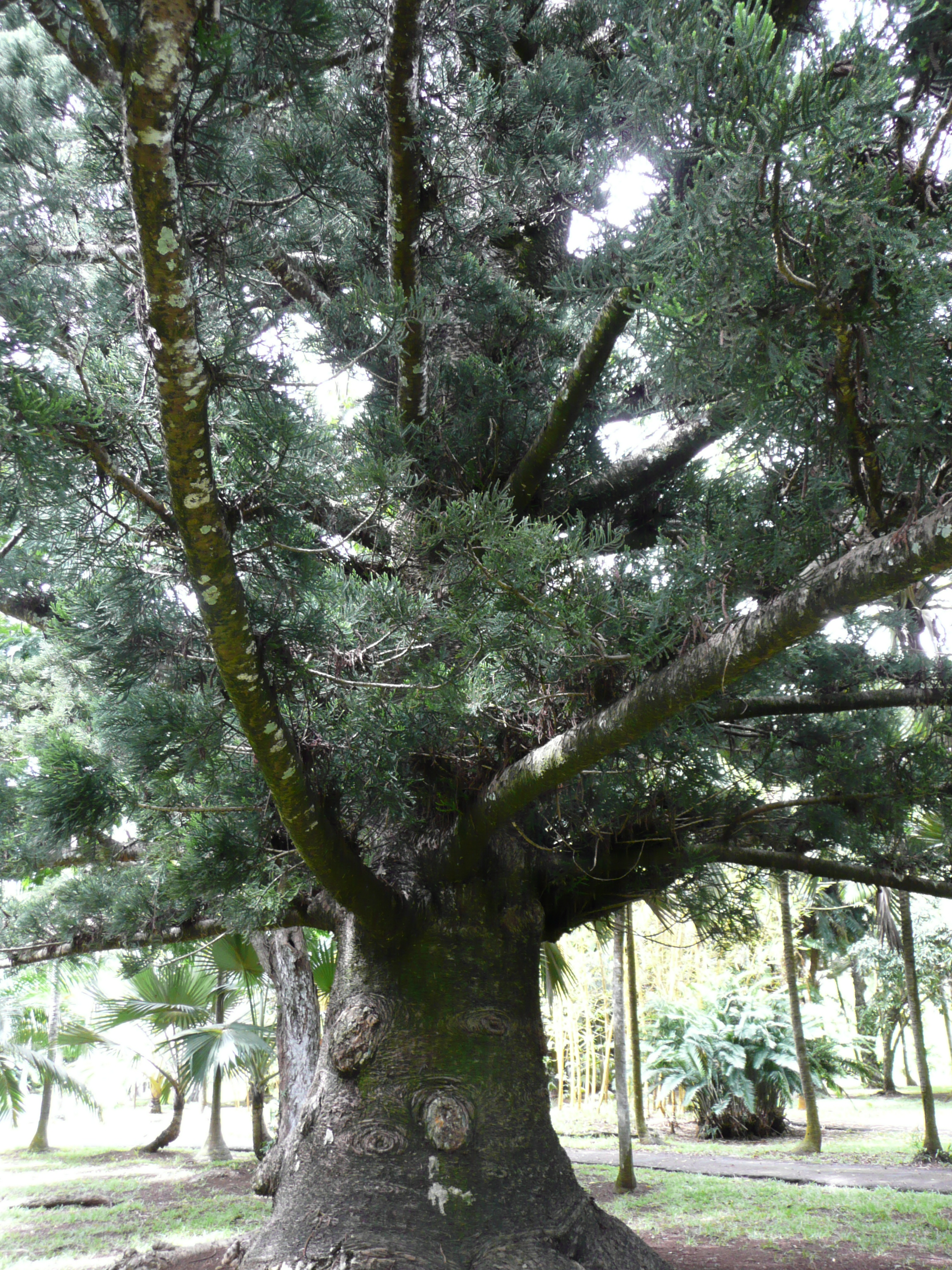
Araucaria cunninghamii
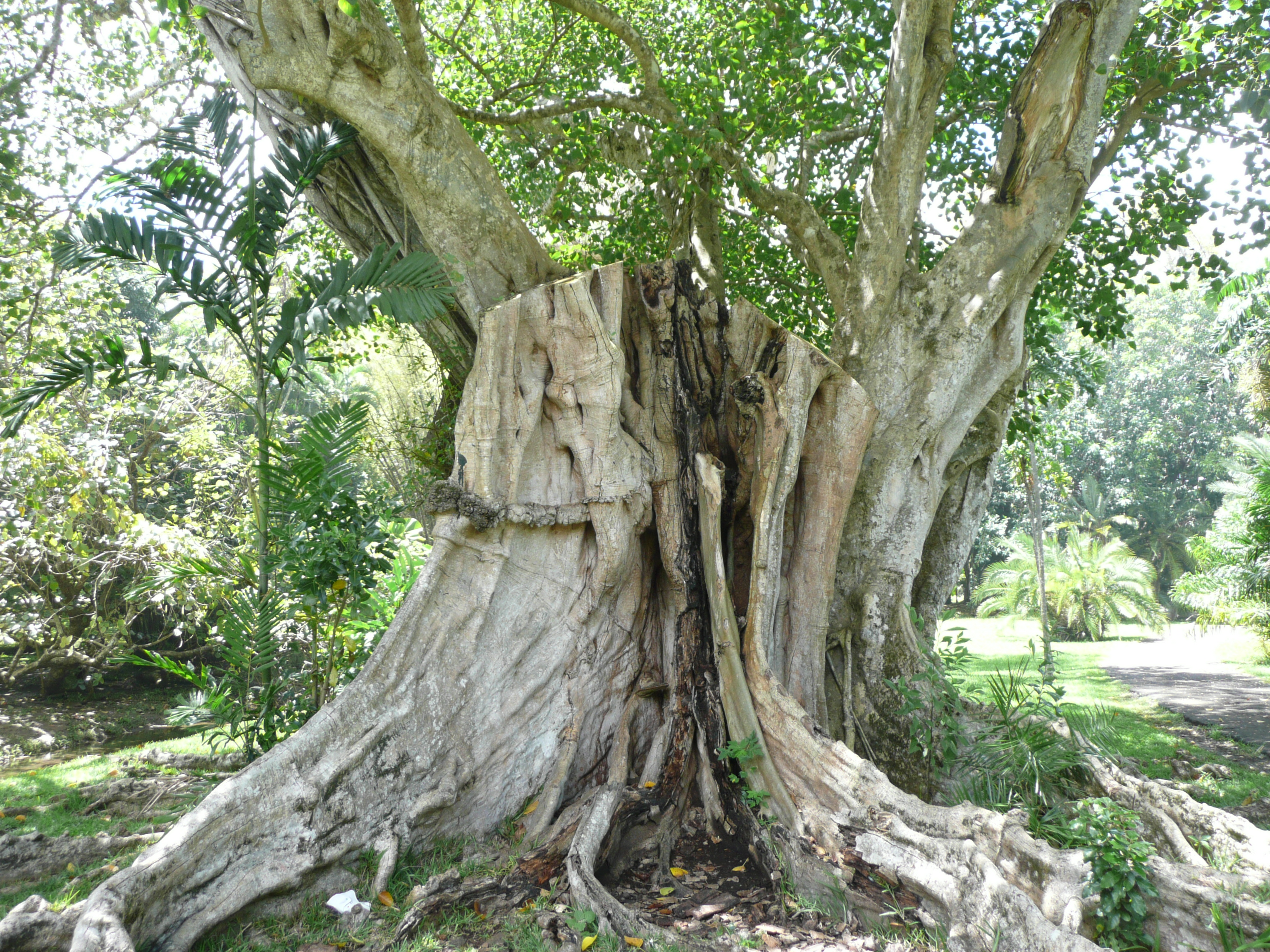
Ficus religiosa
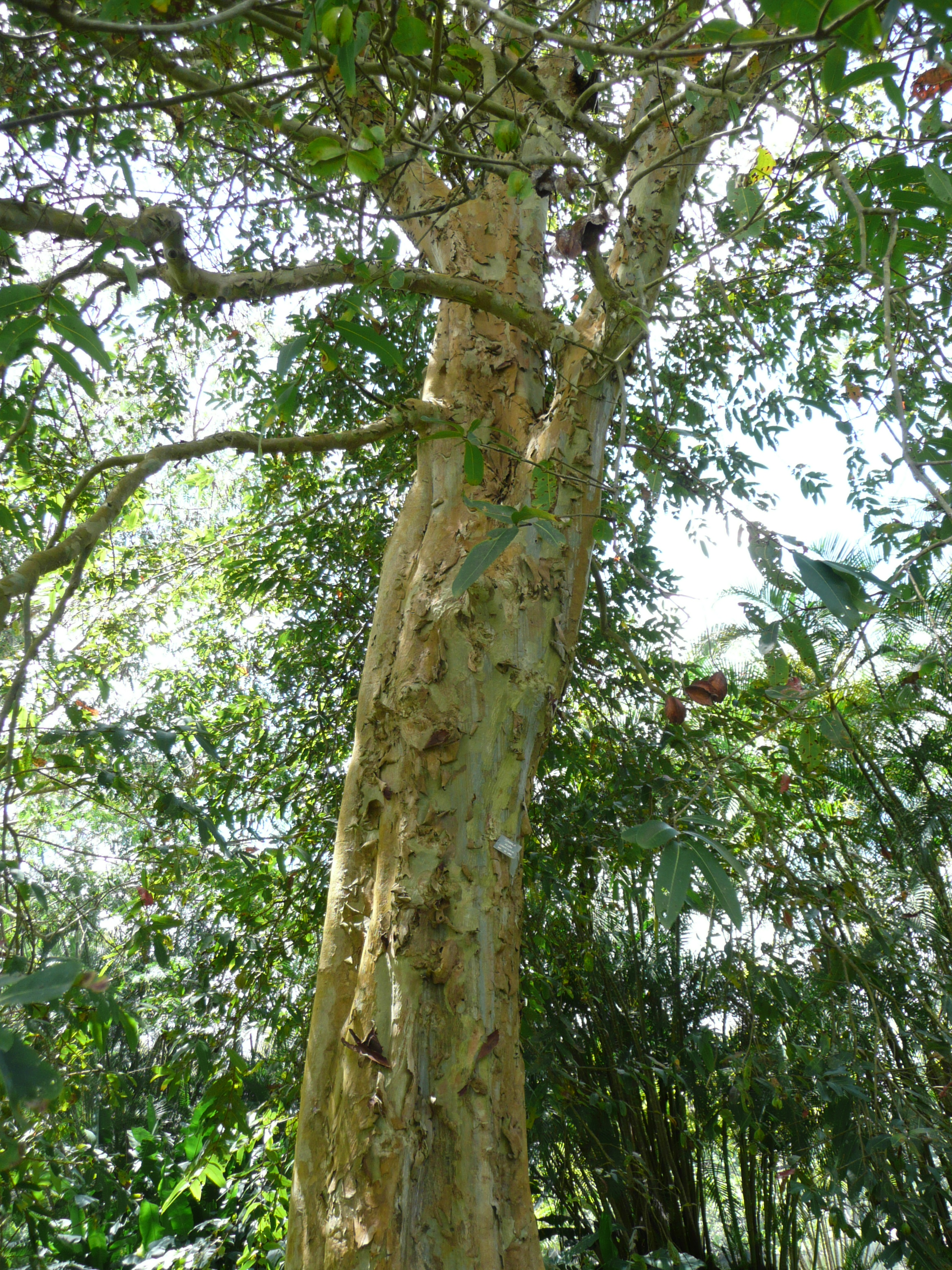
Terminalia arjuna

## Punti di interesse

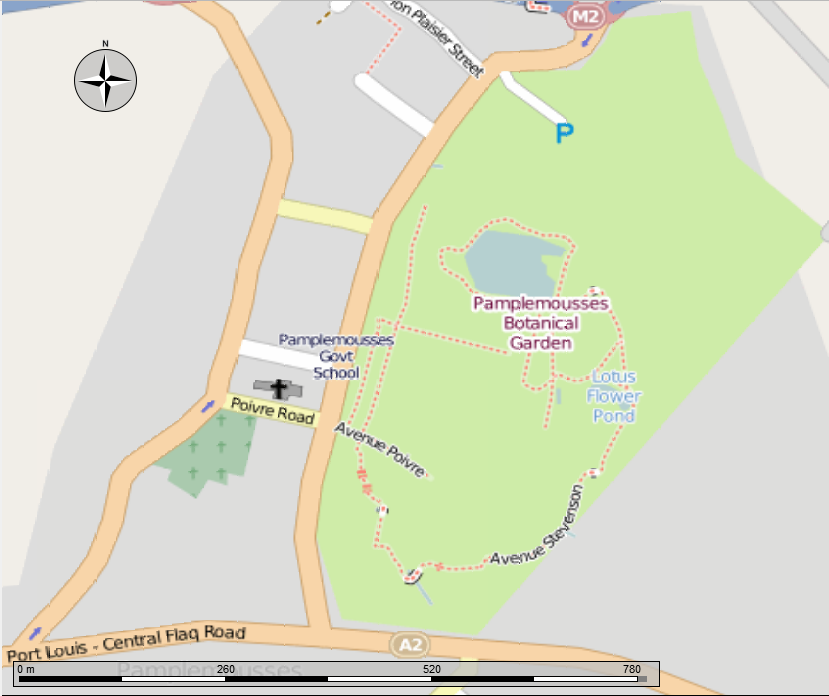
Mappa dell'orto botanico

- Nella parte settentrionale dell'orto è ubicato un edificio storico eretto dagli inglesi a metà del XIX secolo, noto come Chateau de Mon Plaisir.[2]
- Poco lontano dal Chateau de Mon Plaisir sorge il monumento funerario (Samadhi) eretto in memoria di Sir Seewoosagur Ramgoolam, padre dell'indipendenza mauriziana

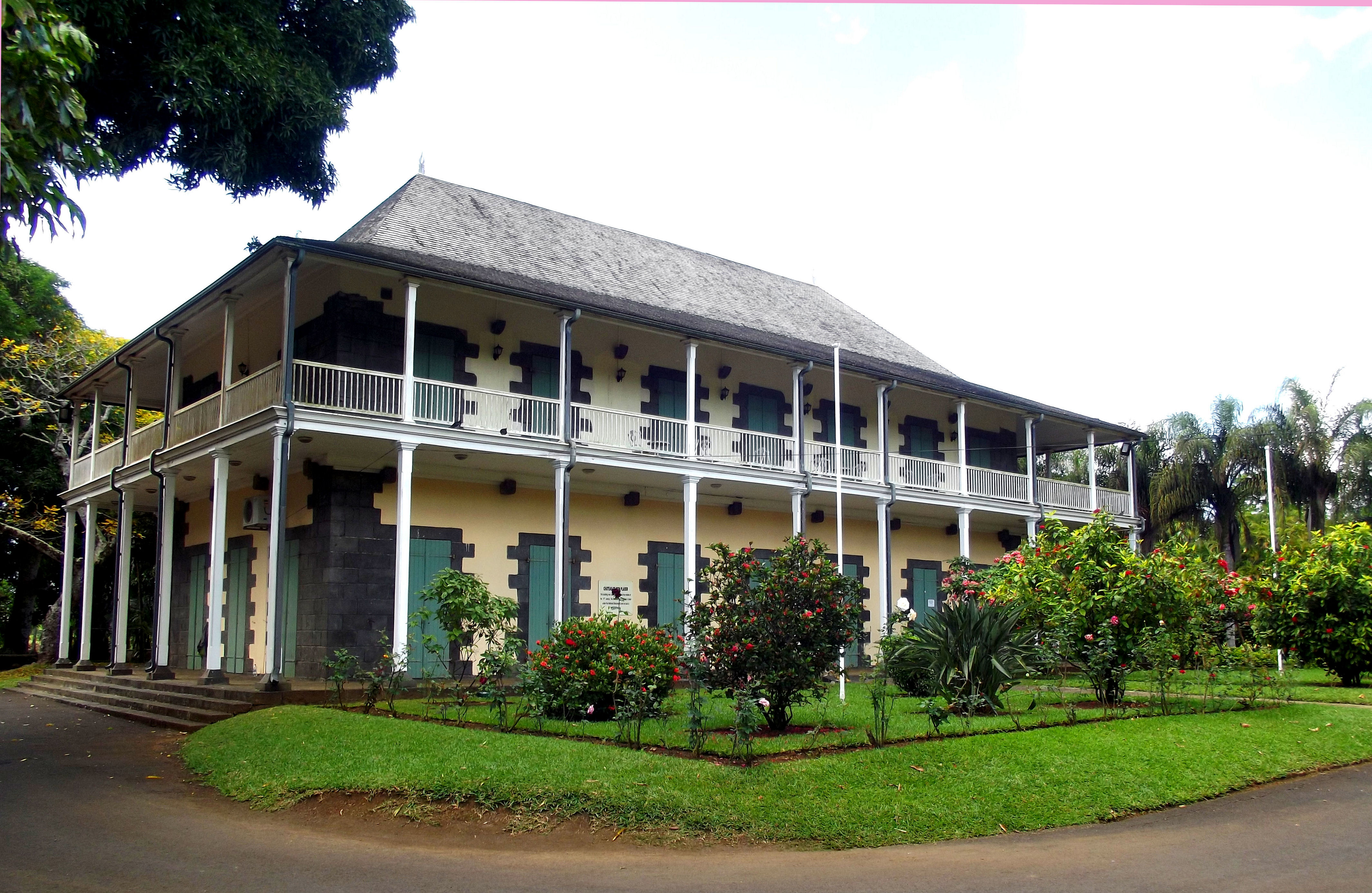
Chateau de Mon Plaisir
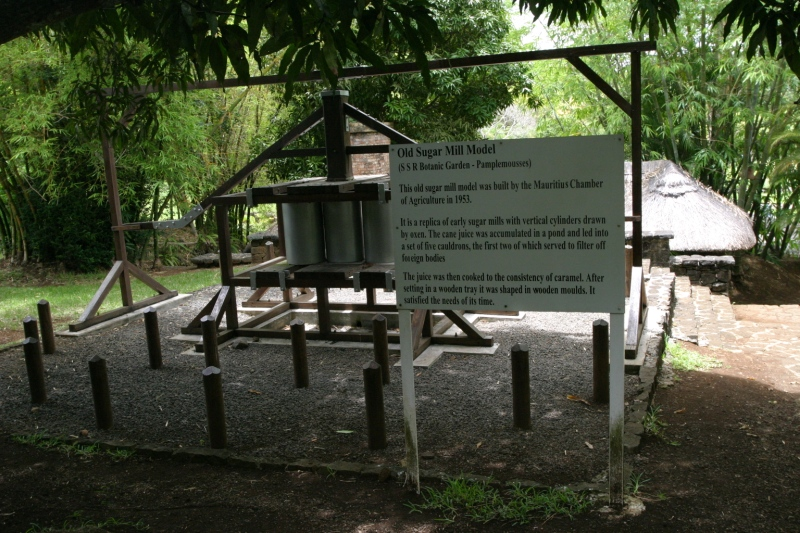
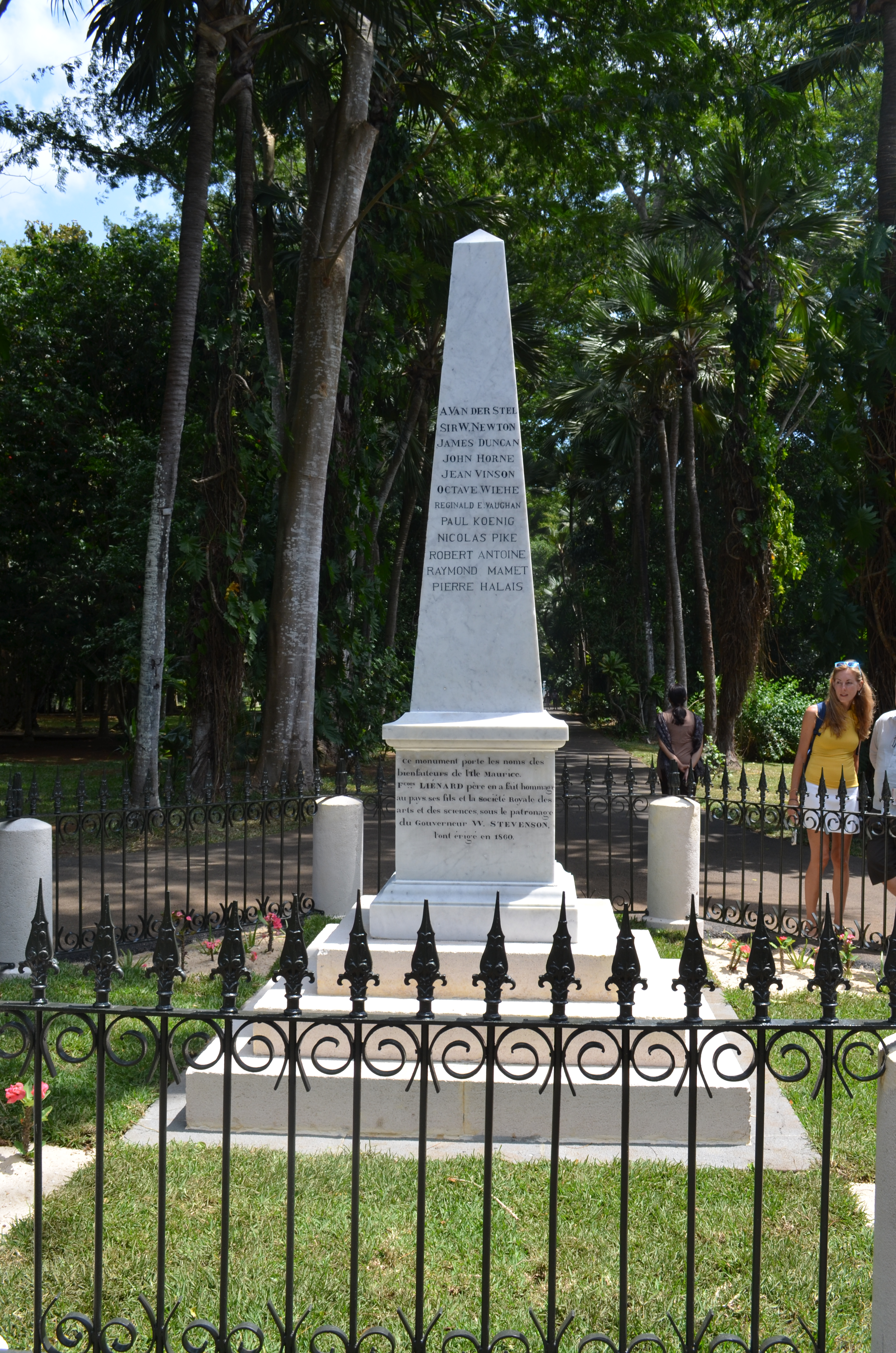